# 鹿寮坑
鹿寮坑，原寫為鹿藔坑，是臺灣新竹縣芎林鄉的一個傳統地域名稱，位於該鄉東南部。相較於今日行政區，其範圍大致包括五龍村、華龍村。

## 歷史
台灣清治末期至日治初期，鹿寮坑地區為一街庄，稱為「鹿藔坑庄」，隸屬於竹北一堡。該庄西及西北與王爺坑庄為鄰，北與上橫坑庄、燥坑庄為鄰，東北一小段與新城庄為鄰，東邊為大平地庄、沙坑庄，南邊為十份藔庄、大肚庄，西南邊為山豬湖庄。
1901年（日治明治三十四年）11月，全台廢縣廳改設二十廳，該庄隸屬於新竹廳。1909年（明治四十二年）10月，合併二十廳為十二廳，該庄隸屬不變。1920年（大正九年），廢十二廳改設五州二廳，該庄改制並雅化為「鹿寮坑」大字，隸屬於新竹州竹東郡芎林庄。
戰後芎林庄改制為芎林鄉，隸屬於新竹縣，大字亦改制為村。1950年桃、竹、苗分治，芎林鄉隸屬不變。

## 交通
縣道120號（富林路一段）是竹北下斗崙至尖石八五大橋的道路，也是頭前溪北岸主要的連絡道路，大致以西北—東南走向經過鹿寮坑地區西南部邊界地帶，向西北可前往竹林交流道、六家北郊後於竹北下斗崙與省道台1線交會，向東南可前往內灣、尖石等地。
鄉道竹26線是石碧潭至大平地的道路，大致以西南—東北走向轉橫向蜿蜒經過本地區南部、中部及東部，向西南轉西北可前往石碧潭（石壁潭）止於縣道123號路口，向東可前往橫山鄉大平地止於省道台3線路口。
鄉道竹25線是關西至鹿寮坑的道路，其南側端點位於本地區中部的鄉道竹26線路口，由此向北可經燥坑、上南片前往關西市區。

## 學校
- 五龍國小

## 產業
- 五華工業區

## 文化資產
- 芎林鹿寮坑鍾家伙房（縣定古蹟）

## 廟宇
- 五和宮（媽祖廟）
- 鹿寮坑石爺石娘廟（石神廟）